# Тайт, Сесилия
Сесилия Роксана Тайт Вильякорта (исп. Cecilia Roxana Tait Villacorta; 2 мая 1962, Лима) — перуанская волейболистка и политический деятель. Член МОК с 2023 года.

## Биография
Сесилия Тайт родилась и провела детство в Лиме, начинала играть в волейбол на улицах трущобного квартала перуанской столицы. В 14-летнем возрасте дебютировала в национальных соревнованиях, с 1978 по 1981 год играла в юниорской и молодёжной сборных Перу, в 1978 году на чемпионате мира, проходившем в Советском Союзе, впервые вышла на площадку в составе национальной сборной. В 1980 году была участницей московской Олимпиады.
Первые крупные успехи пришли к Сесилии Тайт и её соотечественницам в начале 1980-х годов, когда главным тренером молодёжной, а затем и национальной сборной Перу стал южнокорейский специалист Пак Ман Бок. В 1981 году была выиграна серебряная медаль молодёжного чемпионата мира в Мехико, а годом позже лидеры этой команды — Сесилия Тайт, Хина Торреальва, Роса Гарсия, Дениссе Фахардо — уже в составе взрослой сборной добились аналогичного успеха на домашнем чемпионате мира.
После Олимпиады 1984 года Сесилия Тайт профессионально играла в Италии, но продолжала выступления за сборную. В 1986 году её команда стала бронзовым призёром чемпионата мира, а в 1988-м добилась наивысшего достижения в истории перуанского волейбола: одержав на пути к финалу Олимпиады в Сеуле победы над Бразилией, Китаем, США и Японией, сборная Перу, капитаном которой была Сесилия Тайт, в решающем матче оказалась очень близка к победе над командой Советского Союза, но, выигрывая 2:0 по партиям и 12:6 в третьем сете, всё же довела дело до пятой партии, где уступила 15:17. Сесилия Тайт была названа лучшим игроком олимпийского турнира.
Выигравшие серебряные медали волейболистки стали невероятно популярны у себя на родине. По возвращении в Перу кандидат в президенты Марио Варгас Льоса предлагал Сесилии Тайт начать политическую карьеру, но она продолжила играть в волейбол. В 1991 году в составе бразильского клуба «Садия» из Сан-Паулу стала победителем клубного чемпионата мира и была признана самым ценным игроком соревнования. К этому времени относится появление её прозвища La Zurda del Oro — «Золотая левша». В 1992 году Сесилия недолго играла в немецком клубе «Лоххоф», но из-за травмы была вынуждена завершить карьеру.
В 1996 году она создала в Лиме некоммерческую организацию, целью которой было предоставить возможность заниматься волейболом детям из бедных семей. В 2000 году была избрана в Конгресс Перу, а через год, после победы на президентских выборах лидера партии «Возможное Перу» Алехандро Толедо была переизбрана на новый 5-летний срок.
В 2003 году Сесилия Тайт стала лауреатом премии Международного олимпийского комитета «Женщины и спорт», 27 октября 2005 года принята в волейбольный Зал славы в Холиоке как одна из лучших волейболисток XX века.
В октябре 2010 года Сесилия Тайт объявила, что пройдя в течение четырёх месяцев восемь курсов химиотерапии, успешно излечилась от лимфомы Ходжкина. 10 апреля 2011 года вновь была избрана в Конгресс Перу.

## Достижения
- Серебряный призёр Олимпийских игр (1988), MVP олимпийского турнира.
- Серебряный (1982) и бронзовый (1986) призёр чемпионатов мира.
- Чемпионка Южной Америки (1979, 1983, 1985, 1987), серебряный призёр (1981).
- Серебряный (1979, 1987) и бронзовый (1983) призёр Панамериканских игр.
- Победительница и MVP клубного чемпионата мира (1991).
- Серебряный призёр чемпионата мира среди молодёжных команд (1981).
- Чемпионка Южной Америки среди молодёжных команд (1980), серебряный призёр (1978).